# FCS-3
FCS-3（00式射撃指揮装置3型）は、日本の防衛省技術研究本部が開発した艦載武器システム。その名の通りの射撃指揮装置（FCS）に留まらず、多機能レーダーなども統合された対空武器システムであり、固定式のアクティブ・フェーズドアレイ・アンテナによって全方向の半球空間を探索する。多目標の捜索・探知・追尾・武器管制を自動化し、リアクションタイムを短縮している。また順次に改正されてOPS-50A、OPY-1なども開発・配備されている。

## 開発の経緯

### 制式化まで

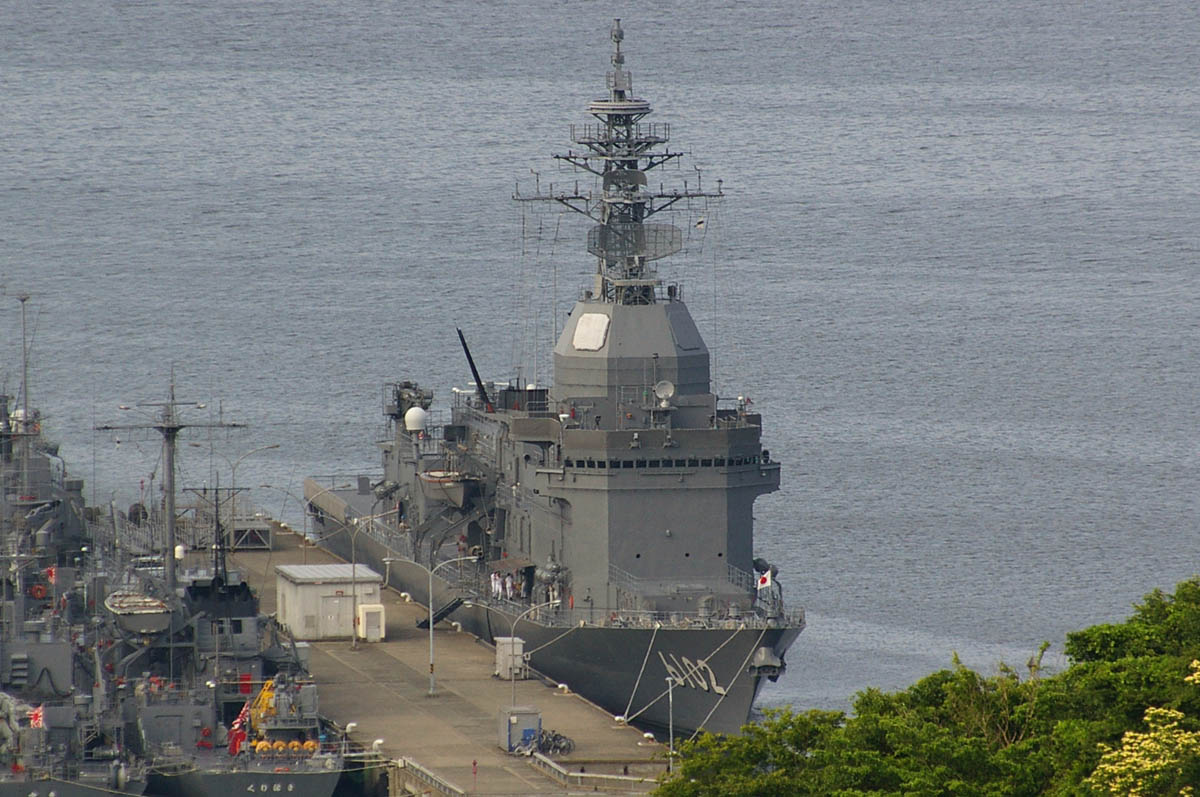
FCS-3を艦橋上に装備した試験艦「あすか」

FCS-3の開発の端緒は、1980年代の五三中期業務見積りから五六中期業務見積りの時期にまでさかのぼる。この時期、海上自衛隊は、初の汎用護衛艦としてはつゆき型（52DD）の整備を進めていたが、その対空戦闘システムは、主として下記のようなサブシステムから構成されていた。
- OPS-14対空レーダー
- OYQ-5戦術情報処理装置
- 81式射撃指揮装置（FCS-2）
- シースパローIBPDMS

この系譜はその後、OPS-14をOPS-24 3次元レーダーに、OYQ-5をOYQ-6/7に更新したあさぎり型に発展するが、既にこの構成では、特に対空戦闘能力の面で限界があることが明らかになっていた。すなわち、対空レーダーで探知した目標情報を戦術情報処理装置に入力する過程と、戦術情報処理装置での情勢判断・意思決定後に目標情報を射撃指揮装置に入力する過程がオペレータによる手動処理であり、さらに意思決定過程の大部分も人間に頼っていたため、対応時間の短縮が困難となっていた。
FCS-3は、1つのレーダーで捜索と追尾を同時に行うとともに、新世代の戦術情報処理装置との連接に対応することで、これらの問題を克服した新世代の個艦防空システムとして開発された。技術研究本部は1983年より部内研究を開始、昭和61年度より3年に渡って研究試作を行ない、Cバンドで動作するアクティブ・フェーズドアレイ・アンテナを作製して陸上試験を実施した。この陸上試作機は1面の旋回式アンテナを使用しており、試験の便の関係で航空自衛隊の御前崎分屯基地に設置されて試験が行われ、多目標追尾やシークラッターなどのデータが収集された。
その成果をもとに、1990年（平成2年）より実艦への搭載を前提としたアンテナの開発試作を開始し、これを試験艦「あすか」に搭載して、5年間に渡って技術・実用試験が実施された。海上試験では、航空機（F-15J、T-4）を用いた接近・交差運動を行う高機動目標に対する探知追尾性能および多目標追尾性能、曳航標的を用いた小型・低高度目標の探知追尾性能、5インチ砲弾と同一形状のレーダー標的であるTRAP（Target Radar Augmented Projectile）弾を用いた超小型・超音速目標の探知追尾・対処性能を確認した。同艦には短SAMが装備されておらず、ミサイルの実発射までの試験はできなかったが、ミサイル発射信号の送出までの一連のシーケンスが確認された。特に小型・低高度目標の探知追尾性能では予想を上回る好成績を収めたとされる。
そして2000年（平成12年）、00式射撃指揮装置として制式化された。最大捜索距離は200キロ以上、最大追尾目標数は300個程度とされていた。

### 実戦配備まで
海上自衛隊は、当初、あさぎり型（58DD）とむらさめ型（03DD）をFCS-2搭載艦として整備したのち、03中防ないし08中防（平成3～12年度）で、FCS-3搭載の改むらさめ型の建造を開始する予定であった。しかし実際には、改むらさめ型は08中防で建造されたものの、FCS-2搭載のたかなみ型（10DD）となった。同型でのFCS-3搭載が見送られた理由としては、下記の4点があった。
1. 艦砲を62口径76ミリ単装速射砲（76mmコンパット砲）から54口径127ミリ単装速射砲（127mmコンパット砲）に変更したことで、FCS-3を積むための余裕重量が失われた[2]。
2. 開発段階でFCS-3のコストが大幅に上昇した[2]。
3. 組み合わせるための個艦防空ミサイル（短SAM）の開発が遅れた[2]。
4. 開発期間の長期化に伴い、FCSを構成するハードウェアやソフトウェアが既に陳腐化していた[2]。

このうち、短SAMについては、当初は99式空対空誘導弾（AAM-4）をベースにしたアクティブ・レーダー・ホーミング誘導方式の新短SAM（Active Homing RIM, AHRIM）の採用が計画されており、13中防（平成13～17年度）で「あすか」を用いた実艦テストが予定されていた。FCS-3とAHRIMを組み合わせることで、ごく限定的な艦隊防空能力である僚艦防空能力（Limited Local Area Defense, LLAD）を実現する計画であった。しかし同中防で海自が最重点項目としていた次期哨戒機（後のP-1）の研究開発費を捻出するため、AHRIMの実艦テストは次期中防以降に先送りを余儀なくされたことから（後に中止）、かわってESSMの採用が図られることになった。

## ひゅうが型への搭載

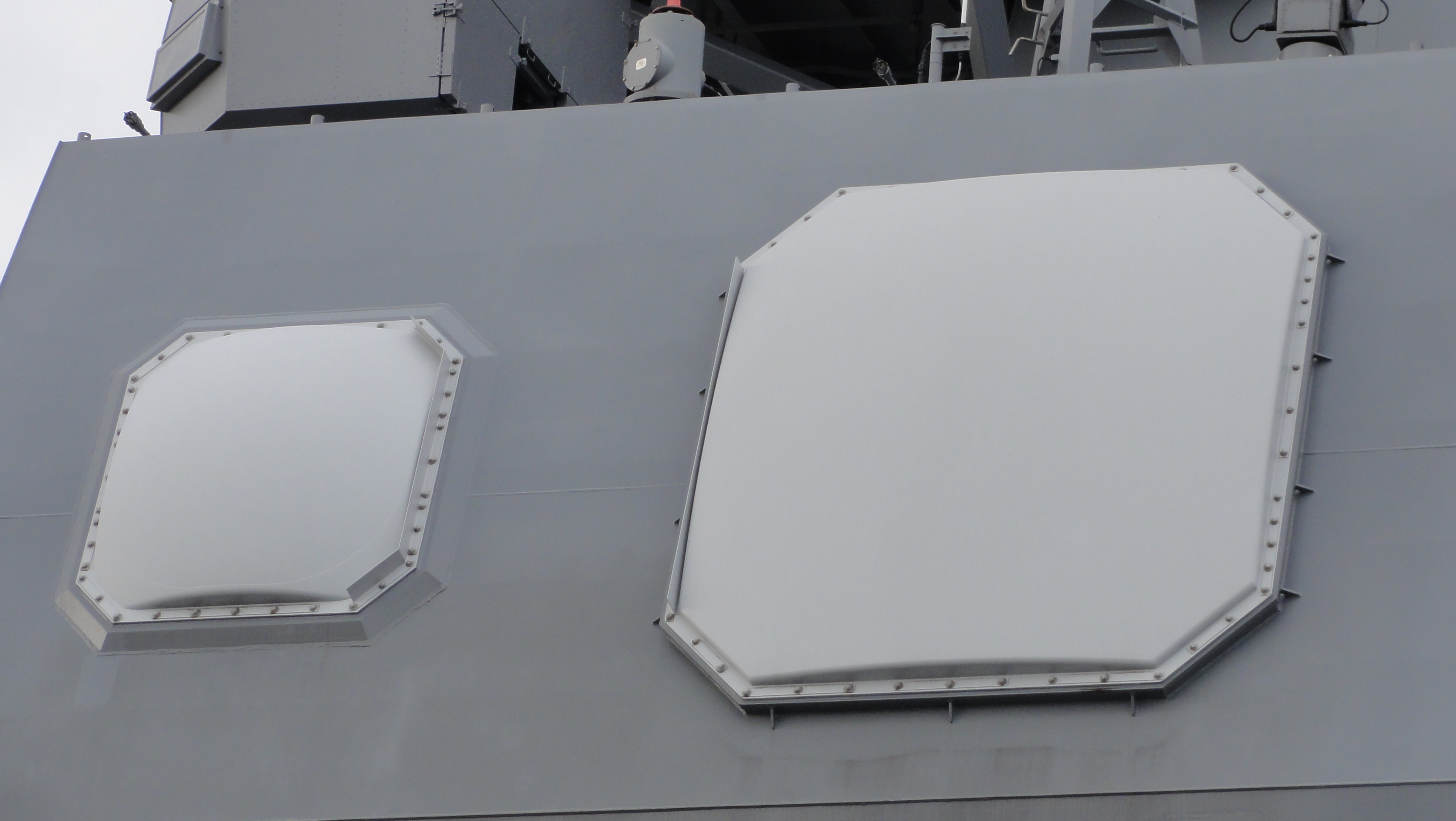
「いせ」の艦橋上部に設置されたFCS-3のアンテナ部
(大きいものがCバンド用、小さいものがXバンド用)

このようにFCS-3の開発は曲折を経たものの、13中防で建造された13,500トン型DDH（16/18DDH; 後のひゅうが型）で装備化されることになった。同型では、「あすか」搭載の開発試作機の改良・実用機が搭載されることになっており、当初、「あすか」搭載機がFCS-3、16DDH搭載機はFCS-3改と称されていたが、後には16DDH搭載機を指して単にFCS-3と称するようになった。
上記のように、当初予定されていたAHRIMのかわりにESSMが採用されることになったことから、16DDH搭載機では、これを誘導するための装備が追加された。この結果、試作機のアンテナはCバンド用のものが4面あるだけだったのに対し、16DDH搭載機では、その隣に、ESSMを誘導するためにやや小さなXバンドのアンテナが各1面ずつ追加装備された。これはタレス社のAPARシステムの一部を採用したもので、あわせて、ESSMを誘導するためのICWI（Interrupted Continuous Wave Illuminator: 間欠連続波照射）のアルゴリズムも導入されている。なお、費用節約のため、「ひゅうが」搭載機のCバンド用アンテナのうち3面は「あすか」の試作機から流用し、1面のみ新調とした。ただしヒ化ガリウムを素材とするアンテナ素子については、性能向上を図るため、全体のおよそ1⁄3が新調された。
また、FCS-3の多機能レーダーが新型の戦術情報処理装置であるOYQ-10 ACDS（Advanced CDS）と組み合わされている事も大きな改良点であり、これによりFCS-3搭載艦の戦闘能力の大幅な向上が図られている。OYQ-10の特徴は、オペレーターの判断支援および操作支援のため、予想される戦術状況に対応して、IF-THENルールを用いて形式化されたデータベースに基くドクトリン管制を採用している点にある。これによって、オペレーターの関与は必要最小限に抑えられ、意思決定は飛躍的に迅速化される。FCS-3とOYQ-10は、新対潜情報処理装置（ASWCS: Anti Submarine Warfare Control System）、水上艦用EW管制システム EWCSとともに、新戦闘指揮システムATECS（Advanced Technology Combat System）を構成する。また、システムに商用オフザシェルフ（COTS）を多用したのも改良点である。
FCS-3は多機能レーダーとしての機能を備えるものとして開発されたことから、射撃指揮だけでなく対空・対水上捜索レーダーとしての機能も有しており、各種レーダーを一本化して護衛艦に搭載するシステムをコンパクト化することが出来る。またひゅうが型のFCS-3及びOYQ-10では、ヘリコプター搭載護衛艦として必要な艦載ヘリコプターの飛行管制機能も付与されている。

## あきづき型への搭載 (FCS-3A)

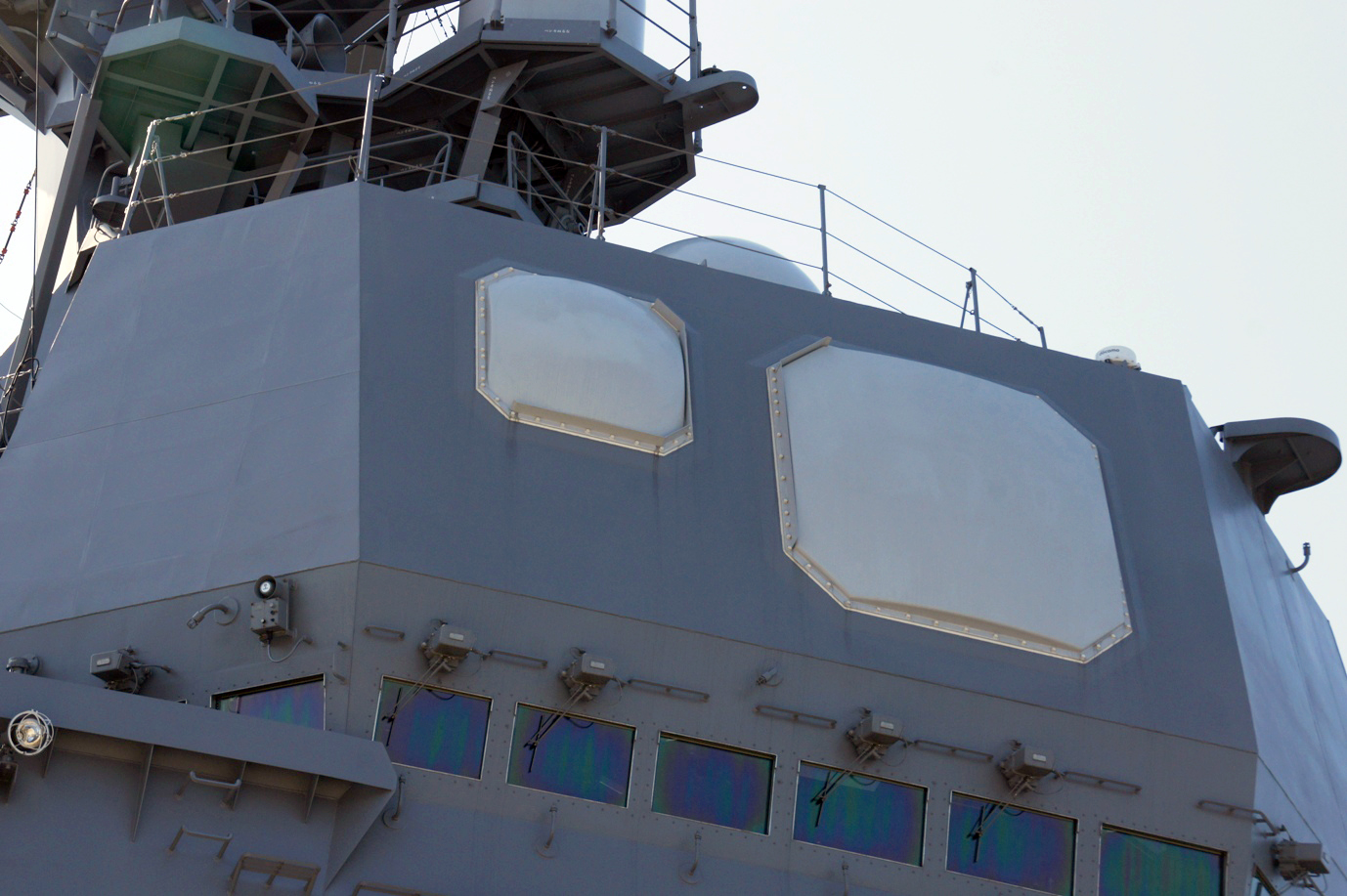
「あきづき」のFCS-3A

ひゅうが型DDHに続いて、17中防で建造される5,000トン型DD（あきづき型）にもFCS-3の改良型が搭載されることになった。
当時、海自のミサイル護衛艦（DDG）にはイージスBMDシステムが導入されつつあったが、特に当時配備されていたイージスBMD 3.6システムでは対空戦（AAW）機能とミサイル防衛（BMD）機能の両立が難しく、大気圏外にある弾道ミサイルに対処している間は低空域での探知追尾能力が低下する恐れが指摘されていた。その対策として、イージスDDGと艦隊を組んで行動するDDに低空防御を委託することが構想されるようになり、その対象として同型が選ばれた。
このような経緯もあり、同型では、ひゅうが型のFCS-3をもとに下記のような性能強化策を講じたFCS-3AがESSMと組み合わされて搭載されることになった。また同型では、艦砲の射撃指揮もFCS-3Aで兼用されている。
レーダー性能の強化
送受信モジュールの送信系の半導体素子の素材を窒化ガリウムに変更することで、出力強化と広帯域化が図られた。これにより、探知距離は16DDH搭載機と比して2倍近くに延伸されている。
武器管制機能の強化
横過目標（自艦以外の方向に向かって飛翔する目標）を処理できるよう、追尾信号処理や交戦性・射撃計算などの武器管制ソフトウェアに所定のアルゴリズムを追加した。
またこのほか、受信系統の低雑音増幅器の性能向上や、その他の個別部品のモノリシックマイクロ波集積回路（MMIC）化による小型高性能化・コスト低減も進められ、更にアンテナから放射する送信電波のビーム・マネジメント（ペンシルビームによる走査範囲・時間）の改良、受信した目標信号の処理能力向上（ハードウェアおよびソフトウェア）などが適用されているものと見られている。
なお、FCS-3＋AHRIMの当初構想とくらべて、FCS-3A＋ESSMの現行システムのほうが性能的に優れていることから、現在では、「僚艦防空」に対応する英語としては、"Limited"を外して"Local Area Defense"（LAD）と称されている。

## いずも型への搭載 (OPS-50)

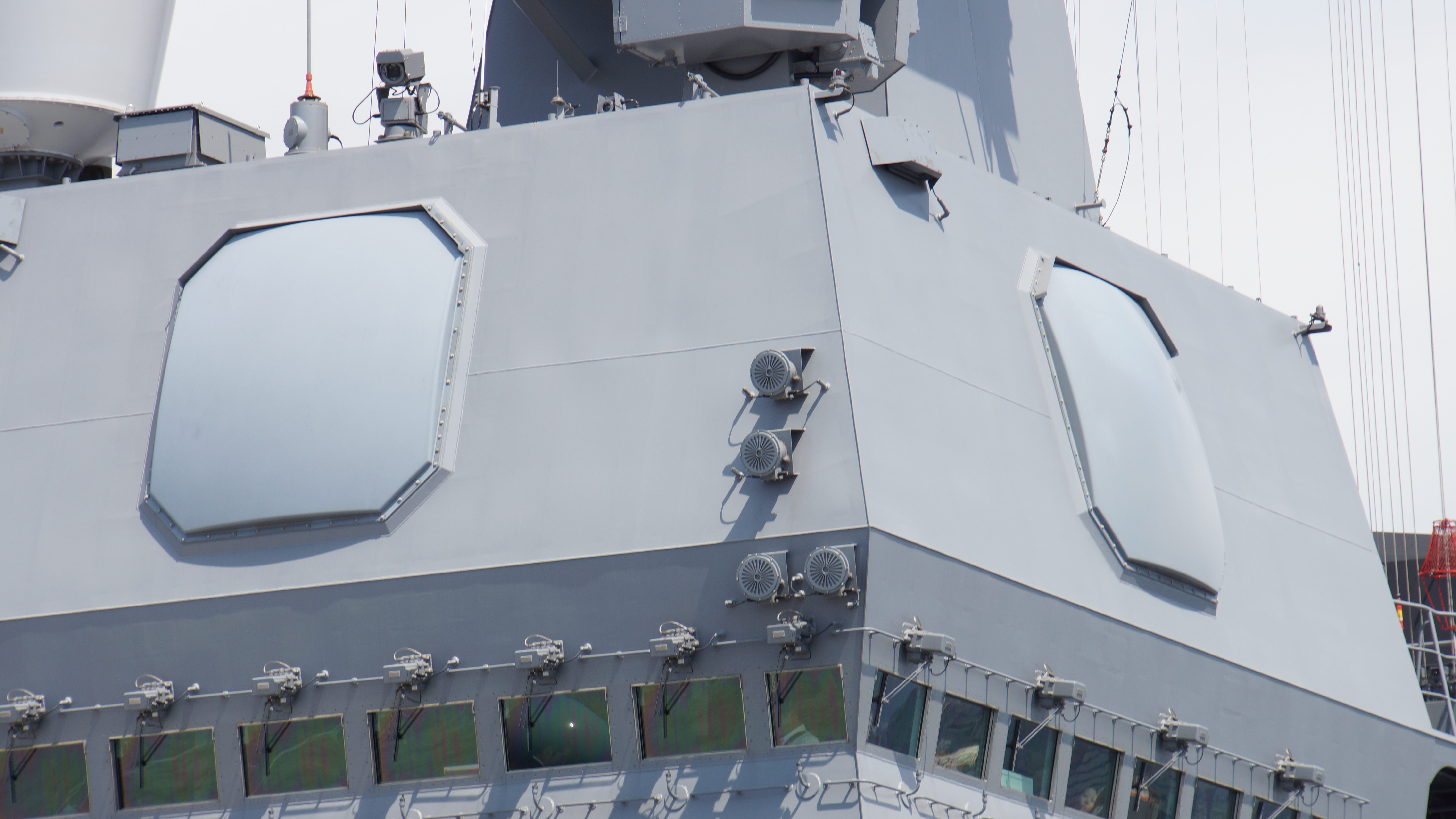
「かが」のOPS-50A

ひゅうが型の発展型として平成22年度予算より建造された19,500トン型DDH（いずも型）でも、FCS-3と同系統のレーダーが搭載された。しかし同型が搭載する火器は、高性能20mm機関砲とSeaRAMの2つのみで、これらはいずれも自己完結した射撃指揮システムをもつために、外部からの射撃指揮は不要であった。このため、同型のシステムでは射撃指揮の機能を削除して、システム区分はOPS-50となった。
射撃指揮の機能を削除したことから、アンテナはCバンド用のものが4面のみとなった。アンテナ素子はFCS-3Aと同様に窒化ガリウム系半導体を使用していることから、FCS-3と比べると、探知距離は約1.7倍に拡大されている。また平成24年度予算で建造された2番艦「かが」では、アンテナをブロック化し、背後から容易に整備できるように配慮したOPS-50Aに更新した。

## あさひ型への搭載 (OPY-1)

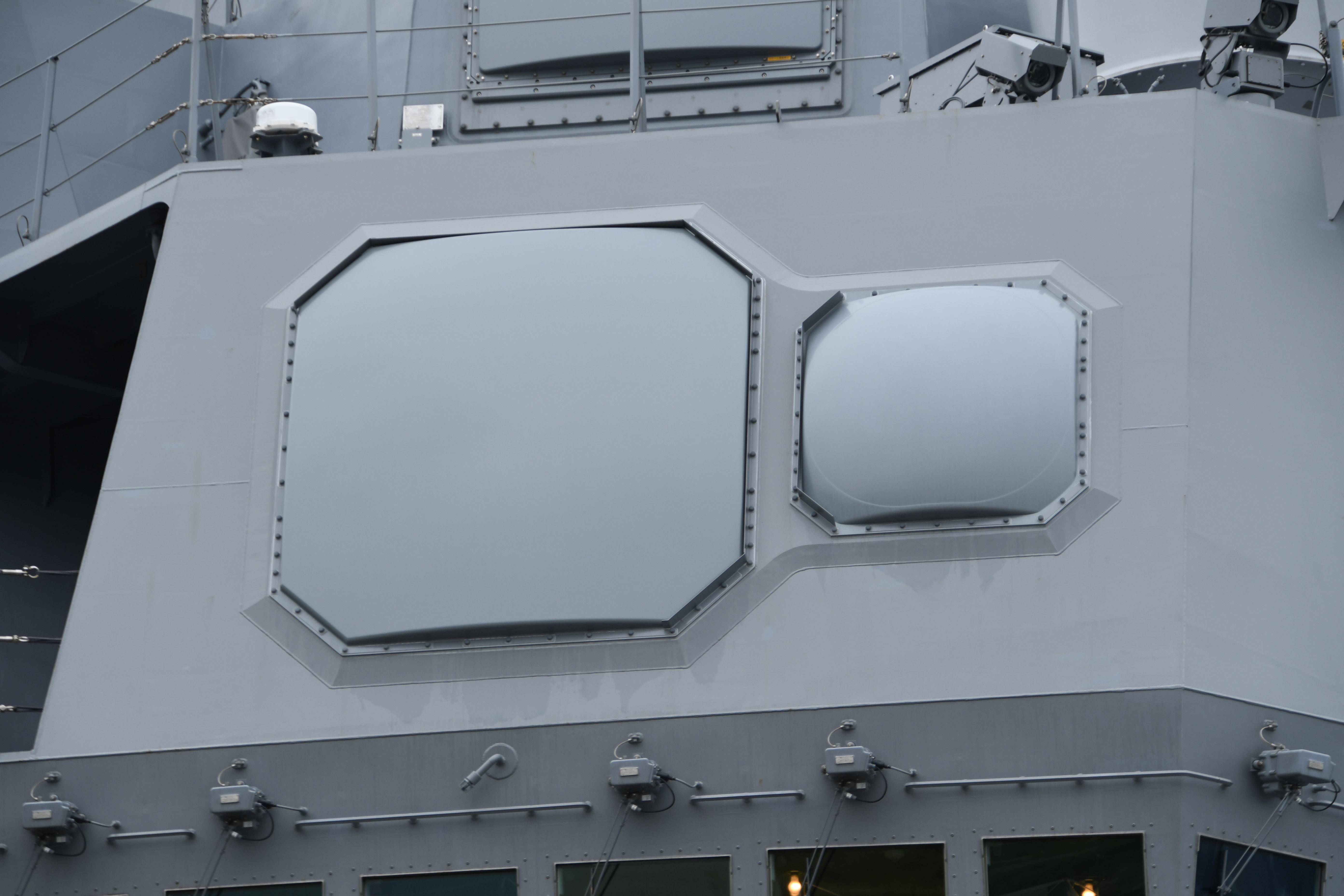
「しらぬい」のOPY-1

上記の通り、あきづき型（19DD）は防空重視のDDとして整備されたが、平成25年度予算では、これを元に対潜戦重視に転換したあさひ型が建造された。同型ではOPY-1多機能レーダーが搭載されたが、これは19DDで搭載されたFCS-3Aを基本としつつ、僚艦防空（LAD）能力を省く一方、「かが」（24DDH）のOPS-50Aで導入されたブロック化空中線や電源装置等の整備性・抗堪性の強化は踏襲し、更にマンマシンインタフェースなどの情報処理装置としてOYX-1の採用を図った発展型であった。またレーダー信号処理装置についても、最新のCOTS計算機が採用されており、信号処理能力・抗堪性の向上とともに、将来拡張余地も確保された。
なお、上記の通り、FCS-3では、ミサイル誘導用のイルミネーターとして、タレス・ネーデルラント社の技術によるICWIを組み込んできた。あさひ型の計画段階では、これに代わり、国産開発の連続波イルミネーターを搭載することも検討されたが、結局、ICWIが搭載された。また僚艦防空（LAD）能力の削除に伴って、レーダー覆域はひゅうが型のFCS-3と同程度に差し戻されているが、今後長射程の誘導弾の管制などが必要になった場合、必要であればレーダー覆域を拡大する改修も可能とされている。

## もがみ型への搭載 (OPY-2)

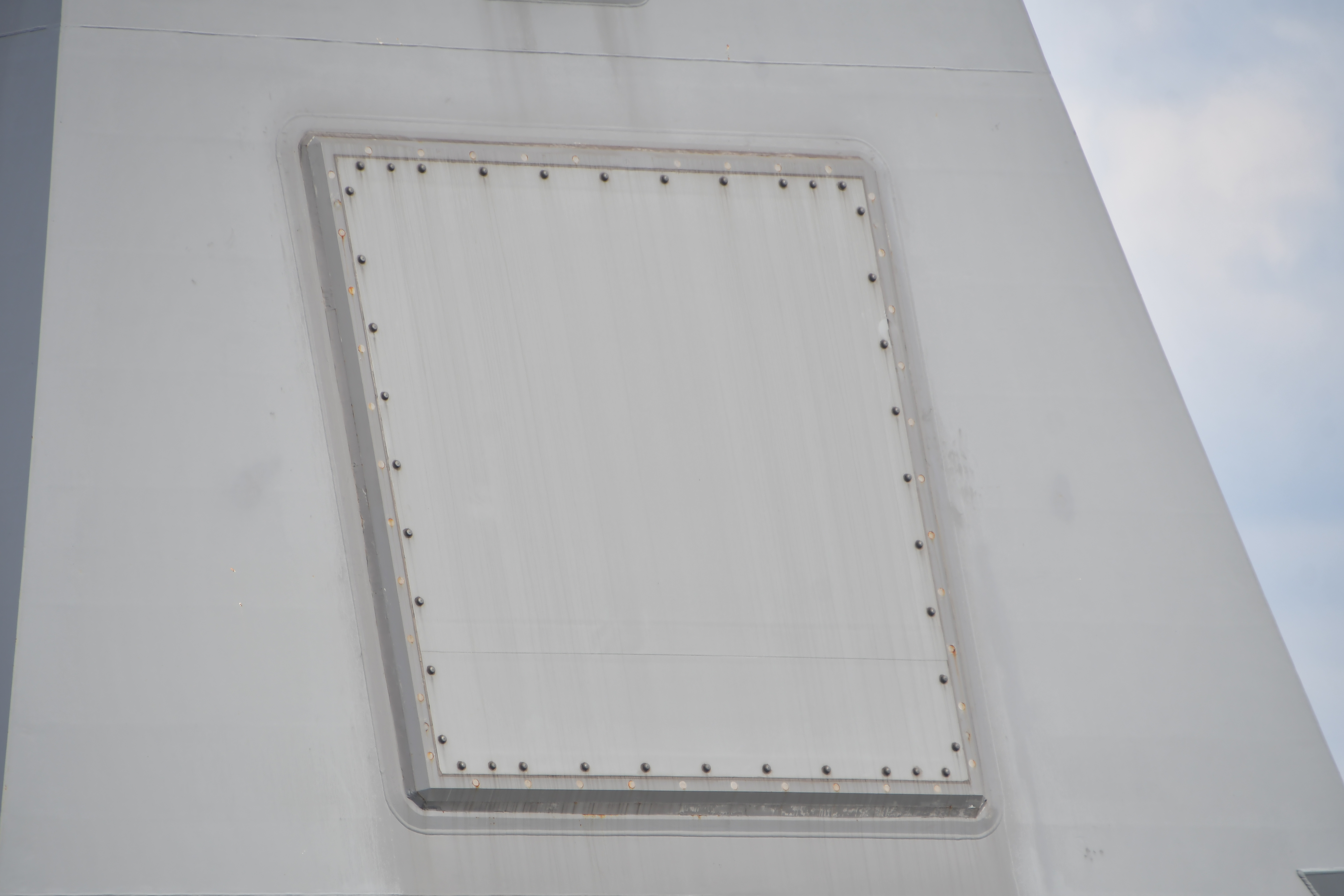
「くまの」のOPY-2

技術研究本部では、FCS-3のXバンド用アンテナを単なるイルミネーターではなく多機能レーダーとして活用することを検討しており、平成20年度から27年度で「マルチファンクションレーダ（FCS-3）の性能向上の研究」として研究開発が行われ、平成26年度からは「あすか」に搭載されて試験が行われていた。これに続いて、平成27年度からは「新型護衛艦用レーダシステムの研究」が着手され、対空・対水上レーダや電子戦装置のアンテナ等の共用化についての検討が行われた。
そしてこの成果を踏まえて開発されたのがOPY-2で、平成30年度予算より建造が開始されたもがみ型FFMに搭載された。これはOPY-1をもとにしたレーダーと、OPS-48潜望鏡探知レーダーとを合体統合したものであり、目標の捜索から探知・追尾、そして砲による射撃指揮までを担当する。